# Baiba Caune
Baiba Caune-Morzika (* 12. August 1945 in Stāmeriena, Lettische Sozialistische Sowjetrepublik; † 7. Februar 2014) war eine sowjetische Radsportlerin, die in den 1960er und 1970er Jahren aktiv war. 
Caune wurde durch ihre Teilnahme an vier UCI-Straßen-Weltmeisterschaften bekannt. Im sowjetischen Sportsystem war sie als Staatsamateur eingebunden. Die Sowjetunion engagierte sich seit der ersten Frauen-WM im Straßenfahren 1958 stets mit starken Mannschaften. Caune gehörte zwischen 1968 und 1974 zum sowjetischen Aufgebot. Bereits bei ihrem ersten Weltmeisterschafts-Auftritt 1968 im italienischen Imola erreichte sie Platz zwei. Diesen Erfolg konnte sie 1974 in Montreal, Kanada, wiederholen. Bei den Weltmeisterschaften 1969, 1970 und 1972 belegte sie die Plätze 6, 19 und 14. 